# Cây chuối non đi giày xanh
Cây chuối non đi giày xanh là tác phẩm viết cho tuổi học trò của nhà văn Nguyễn Nhật Ánh. Tác giả kể về những câu chuyện xoay quanh các nhân vật là bạn học cùng cấp 1 và cấp 2 ở thị trấn Hà Lam.

## Nội dung
Xuyên suốt nội dung câu chuyện là mối tình đẹp tuổi học trò giữa người bạn thân từ thuở nhỏ là Đăng và Thắm. Tất nhiên chuyện tình này sẽ trải qua muôn vàn sóng gió, tai ương trắc trở. Có thể kể đến như việc 2 người cùng lội xuống bàu lấy đất sét nặn tượng thủ công để rồi suýt chết đuối, hay việc Thắm bị ép gả cho con của người bạn xưa của cha mình trong khi 2 người không biết mặt nhau.
Rất may Đăng có được sự trợ giúp của những người bạn tốt là chú tiểu Khôi và Phan. Chú tiểu Khôi là 1 cậu bé được cho là "mồ côi" vào lúc đầu. Sau khi sư thầy mất, nhờ lá thư thầy để lại là chú tiểu mới biết là mình không mồ côi: cha cậu lại là ông Hoạch- bạn của ông Ước-cha của Thắm, từ đó mới biết cậu là vị hôn phu tương lai của Thắm. Cậu không chấp nhận và tiếp tục tu hành.
Phan là 1 cậu bé nhanh nhẹn nhưng lanh mưu. Nhưng cũng nhờ sự lanh mưu đó mà vô số chuyện đã được giải quyết.
Ngoài ra tác giả còn lồng vào những câu chuyện của những nhân vật cùng là hàng xóm láng giềng để làm cho bức tranh thêm phong phú và sinh động. Đó là chuyện anh Thắng "khùng" đeo đuổi cô giáo Sa theo phong cách rất "Tây", là tình cảm trong sáng của hai chị em nhỏ Lan, nhỏ Phượng đối với Đăng...

## Nhân vật
- Thắm
- Đăng
- Chú tiểu Khôi
- Phan
- Cô Sa
- Nhỏ Lan
- Nhỏ Phượng
- Nhỏ Ngọc
- Anh Thắng